# 里海 (モデル)
里海（さとうみ、1986年3月30日 - ）は、日本の女性ファッションモデル。東京都出身。フロント所属。

## 略歴
ティーン誌のオーディションがきっかけでモデルデビュー。
2004年から"近藤里美"名義でファッション雑誌『BLENDA』のモデルとして活動。
2007年から"里海"名義で活動。『with』『Domani』『CLASSY.』『steady.』など多数のファッション雑誌でレギュラーモデルとして活動する。
2022年4月30日をもって16年間所属したパールを退社。2023年6月1日からフロントに所属する。

## 人物
2018年に同い年の一般男性と結婚。4年後の2022年2月に結婚していたことを自身のインスタグラムで公表し、同年9月に第1子男児を出産した。

## 出演

### 雑誌
- BLENDA（2004年 - 、角川春樹事務所）
- with（2007年9月号 - 2015年、講談社）
- Domani（2010年8月号 - 、小学館）
- MISS（2011年5月号 - 2013年、世界文化社）
- CLASSY.（2012年10月号 - 、光文社）
- BAILA（2013年6月号 - 2015年、集英社）
- steady.（2015年7月号 - 、宝島社）

### テレビ
バラエティ・その他
- ハッピーMusic（2010年6月25日 - 、日本テレビ） - ハピっ娘
- 浜ちゃんが!（2010年9月2日、読売テレビ） - ゲスト
- クイズ!紳助くん（2010年11月22日、朝日放送） - ゲスト
- 踊る!さんま御殿!!（2011年1月4日、日本テレビ） - ゲスト
- グータンヌーボ（2011年1月26日、関西テレビ） - ゲスト
- ハシゴマン（2011年10月27日、TOKYO MX） - 学芸大学編ハシゴガール（ゲスト）
- 東京上級デート （2013年2月6日、テレビ朝日）＃42 溜池山王
- 奇跡体験!アンビリバボー（2013年8月8日、フジテレビ） - ゲスト

ドラマ
- 華和家の四姉妹 第6話（2011年8月14日、TBS）

### ショー
- KOREAN INTERNATIONAL STYLE SHOW by Girls Award
- 東京ガールズコレクション
- Girls Award
- LA MODO LA Ｍio 2008 S/S COLLECTION
- 神戸コレクション
- TOKYO RUNWAY
- Y‘s Fashion Cantata
- Limi feu fashion show

### カタログ
- IMAGE
- ルアール
- ニッセン
- Voi
- RyuRyu
- 千趣会
- magaseek
- アンファミエ
- D:ディーコロン